# 比斯塔阿萊格雷區 (羅德里格斯德門多薩省)
6°09′S 77°21′W / 6.150°S 77.350°W
比斯塔阿萊格雷區（西班牙語：Distrito de Vista Alegre），是秘魯的一個區，位於該國北部亞馬遜大區的羅德里格斯德門多薩省，始建於1932年10月31日，面積899平方公里，海拔高度1,500米，2005年人口1,169，人口密度每平方公里1.3人。